# 12 Bar Bruise
12 Bar Bruise debitantski je studijski album australskog rock-sastava King Gizzard & the Lizard Wizard. Diskografska kuća Flightless objavila ga je 7. rujna 2012. Dosegao je 14. mjesto na australskoj ljestvici albuma nakon što je u studenome 2018. objavljen na gramofonskoj ploči.

## Snimanje
Članovi sastava samostalno su snimili album, a pojedine su pjesme nastale uz pomoć neuobičajenih metoda snimanja. Među takvima nalazi se naslovna pjesma; snimljena je uz pomoć četiriju iPhonea postavljenih na raznim dijelovima sobe, a Stu Mackenzie pjevao je u smjeru jednog od njih.

## Popis pjesama
Tekstovi i glazba: Stu Mackenzie, osim gdje je označeno drukčije. 
| 1.    | »Elbow«                  |                                | 2:40 |
| 2.    | »Muckraker«              |                                | 3:00 |
| 3.    | »Nein«                   |                                | 2:52 |
| 4.    | »12 Bar Bruise«          |                                | 3:47 |
| 5.    | »Garage Liddiard«        |                                | 2:29 |
| 6.    | »Sam Cherry's Last Shot« |                                | 2:49 |
| 7.    | »High Hopes Low«         |                                | 3:46 |
| 8.    | »Cut Throat Boogie«      | Mackenzie, Ambrose Kenny-Smith | 2:50 |
| 9.    | »Bloody Ripper«          |                                | 2:13 |
| 10.   | »Uh Oh, I Called Mum«    |                                | 2:38 |
| 11.   | »Sea of Trees«           |                                | 3:15 |
| 12.   | »Footy Footy«            | Mackenzie, Joey Walker         | 1:59 |
| 34:18 |                          |                                |      |

## Recenzije
| Recenzije             | Recenzije             |
| Izvor                 | Ocjena                |
| --------------------- | --------------------- |
| AllMusic              | [ 8 ]                 |
| Sputnikmusic          | [ 9 ]                 |
| Sydney Morning Herald | (Pozitivna recenzija) |

Tim Sendra, AllMusicov recenzent, dao mu je tri i pol zvjezdice od njih pet i izjavio je: „Iako baš i nije toliko čist koliko bi to htjeli obožavatelji moderna garage rocka, 12 Bar Bruise savršeno prikazuje veličanstvenu razuzdanost i slobodu kojim se odlikuju najbolje garage-pjesme, te tako pretvara King Gizzarda u snažnu silu rock & rolla.”

## Zasluge
| King Gizzard & the Lizard Wizard - Michael Cavanagh – bubnjevi, snimanje - Cook Craig – gitara, vokali, snimanje - Ambrose Kenny-Smith – usna harmonika, vokali, snimanje - Stu Mackenzie – gitara, vokali, snimanje, produkcija, miksanje - Eric Moore – teremin, klavijatura, udaraljke, snimanje - Lucas Skinner – bas-gitara, vokali, snimanje - Joe Walker – gitara, vokali | Dodatni glazbenici - Broderick Smith – naracija (na pjesmi „Sam Cherry's Last Shot”) Ostalo osoblje - Paul Maybury – snimanje, miksanje - Joseph Carra – mastering - Jason Galea – omot albuma - Ican Harem – ilustracija - Lauren Bamford – fotografija |